# 張隆 (高昌)
張隆（?—?），唐朝初年高昌国人。
張隆是麹氏高昌国王麴文泰在位时的武贲将军、驸马都尉。为人身材挺拔，武艺绝伦，麴文泰把女儿嫁给了他，于是担任驸马都尉。归顺唐朝後担任长上校尉。有学者认为敦煌遗书S.2838《维摩诘经》题记中提到的清信女就是張隆的妻子。張隆和麴氏生子张富琳（636年—693年）。